# باشگاه فوتبال سانتیاگو د کوبا
باشگاه فوتبال سانتیاگو د کوبا یک باشگاه فوتبال حرفه‌ای کوبایی مستقر در شهر سانتیاگو د کوبا است.

## افتخارات
- مسابقات ناسیونال: ۳ قهرمانی[۲]